# Éric Lipmann
Pour les articles homonymes, voir Lipmann.
Éric Lipmann est un écrivain, producteur et réalisateur français spécialisé dans la musique, né à Besançon le 30 mai 1938.

## Résumé biographique
Né en 1938 à Besançon, il est issu d'une famille juive à l'origine de l'entreprise Lip, une famille pourchassée par les nazis pendant la Seconde Guerre mondiale, mais qui échappe à ses poursuivants et aux camps de concentration : « Ma famille était recherchée par les Allemands. Des deux bateaux partis en même temps qui quittèrent Marseille pour Tunis, l’un a été arraisonné pour envoyer les passagers directement à Auschwitz. L’autre, le nôtre, est arrivé à bon port », explique-t-il sur sa jeune enfance. De l'Afrique du Nord, sa famille parvient à se réfugier aux États-Unis, où il passe sa jeunesse.
De retour en France, il commence à travailler à la radio et devient l'un des premiers animateurs d'une nouvelle station de radio, Europe 1, de 1956 à 1961. Il commence à collectionner des albums de musique. Puis il est publicitaire, et directeur de la création à Publicis de 1966 à 1970, travaillant par exemple sur les campagnes, slogans, et djingles d'entreprises ou de marques émergentes telles que Boursin, Darty, Dim et marquant leur histoire commerciale. Il devient par la suite producteur et réalisateur de films publicitaires de 1970 à 1986, ou d'autres films que des films publicitaires.
En même temps, il est producteur-présentateur de l’émission Concerto pour transistors sur Europe 1 de 1972 à 1986 et directeur des services musicaux de TF1 de 1981 à 1984, mais aussi producteur et présentateur de l’émission Hauts de gammes,,. Il est aussi conseiller de Daniel Toscan du Plantier à la Gaumont et à Erato Disques, et de Bernard Brochand, président de groupe Havas, de 1980 à 1990. Il écrit également des ouvrages sur des thèmes qui le passionnent, souvent lié à la musique, tels que le parcours d'Ignacy Paderewski, d'Arthur Rubinstein, de George Gershwin, d'Eddie Barclay notamment.
Passionné de musiques, il est aussi producteur de cédéroms musicaux et participe à la création de sites musicaux Internet comme fnac.fr, ou mzz.com, sony.com, mezzo.fr, andante.com. de 1990 à 2004. Il est encore chargé de cours « Marketing et culture musicale » au  Magistère Sciences de Gestion de Paris IX Dauphine de 2001 à 2008.
Puis il devient créateur de start-ups numériques depuis 2008 dont Discmuseum,,,,.
Il est aussi créateur des audiopéra en 2014.

## Publications
- Concerto pour transistors (Stock, 1976).
- Arthur Rubinstein ou l'amour de Chopin (Messine, 1980).
- L'Amérique de George Gershwin (Messine, 1982).
- Monsieur Barclay et la chanson française (Balland, 1985)[14].
- Paderewski, l'Idole des Années Folles (Balland, Prix des Maisons de la Presse 1986).
- Les Compositeurs (CDRom Denoël, Prix Möbius 1996)[15].
- Le Jeu des Jeux (Encyclopédie numérique), www.jeudesjeux.fr (2024).

## Réalisateur
- 1974 : Les Onze Mille Verges[3].
- 1984 : I Love Quincy, film de 2 heures à propos de Quincy Jones, Michael Jackson, Ray Charles, Stevie Wonder etc. (pour Les Enfants du Rock et Channel 4).
- 1985 : Que la Fête continue (3 heures à propos de la chanson française, TF1).